# Carlyle Tapsell
Carlyle Carrol Tapsell (ur. 24 lipca 1909 w Adrze, zm. 6 września 1975) – hokeista na trawie. W barwach Indii dwukrotny złoty medalista olimpijski.
Z reprezentacją Indii brał udział w dwóch igrzyskach (IO 32, IO 36), na obu zdobywając złote medale. Na olimpiadach wystąpił w 6 meczach i strzelił 5 goli.